# Kato Hiroshi
Hiroshi Kato (加藤 寛, sinh ngày 29 tháng 1 năm 1951) là một huấn luyện viên và cựu cầu thủ bóng đá người Nhật Bản.

## Sự nghiệp Huấn luyện viên
Hiroshi Kato đã dẫn dắt Vissel Kobe.